# San Juan Acatitlán, delstaten Mexiko
San Juan Acatitlán är en ort i kommunen Luvianos i delstaten Mexiko i Mexiko. Samhället hade 1 006 invånare vid folkräkningen år 2020, och är Luvianos tredje största, sett till folkmängd. San Juan Acatitlán klassas som småstad (pueblo) av kommunen.
Genom staden rinner floden Río de San Juan Acatitlán, ett biflöde till Río Temascaltepec.